# 黑客帝国3：矩阵革命
是一部於2003年上映的美國科幻電影，由沃卓斯基兄弟（變性後現為姐妹）編劇和执导，袁和平武術指導。該片為2003年電影《駭客任務：重裝上陣》的續集、「駭客任務系列」的第三部作品。主演包括基努·李維、勞倫斯·費許朋、凱莉-安·摩絲和雨果·威明。
《駭客任務完結篇：最後戰役》於2003年11月5日在美國上映，也是中国大陆首部全球同步公映的进口片。續集《駭客任務：復活》定於2021年12月22日在美國上映。

## 劇情
在《駭客任務》系列電影最後一集中，延續上集《駭客任務：重裝上陣》的故事，並揭曉機器與人類的最終命運。
機器帝國集結了烏賊大軍攻打真實世界僅存的人類城市——錫安城（Zion），錫安城內的人類拼死抵抗，但最後仍是兵敗如山倒；另一方面，電腦人史密斯（Agent Smith）進化成為更高等的電腦病毒，幾乎佔領了整個母體（Matrix），甚至包括了「母體之母」——祭師（Oracle）。經過與祭師密談的救世主尼歐（Neo），終於清楚自己的使命，便和女主角崔妮蒂（Trinity）兩人強行攻入位於地表，人類幾乎無法進入的機械城市。
雖然在重重阻礙中，尼歐藉由救世主不分世界的超能力成功進入機械城市，但崔妮蒂在此犧牲。尼歐進入機器城市後，與身為機器首腦的機械主（其地位相當於诺斯底主義中的上帝，詳見「緩和二元論」處）達成停戰協議。而代價是尼歐必須進入母體，刪除叛逃異變的強大病毒——史密斯。
經過一番苦戰之後，尼歐被史密斯所感染复制，但是與尼歐連結的機械主也因此获得了史密斯的代码，从而成功将其清除，在最後一刻拯救了人類和錫安城，機器世界与真实世界都获得了和平，人类从此可以选择生活在母體或现实世界，而造物主也承诺不願生活在機器世界（母体）的人类将会获得自由。在最後，先知表示相信尼歐还会回来。

## 演員
- 基努·李維（Keanu Reeves） - 湯瑪斯·安德森/尼歐（Thomas A. Anderson / Neo）
- 勞倫斯·費許朋（Laurence Fishburne）- 莫斐斯（Morpheus）
- 凱莉-安·摩絲（Carrie-Anne Moss）- 崔妮蒂
- 雨果·威明（Hugo Weaving）- 史密斯探員
- 潔達·蘋姬·史密斯（Jada Koren Pinkett-Smith）- 奈歐碧（Niobe）

## 發行
《黑客帝国3：矩阵革命》於2003年11月5日在美國上映，也是中国大陆首部全球同步公映的进口片。

### 家庭媒体
《黑客帝国3：矩阵革命》于2004年4月6日发行DVD和VHS。这部电影的DVD销售收入为1.16亿美元。此外，电影于2018年10月30日发行4K超高畫質蓝光光碟。

## 迴響

### 評價
爛番茄根據217條評論，持有35%的新鮮度，平均得分5.28／10，觀眾投票則給出60%的分數，平均得分為3.47／5。在Metacritic上，電影獲得了47分（满分100分）。评论方面褒贬不一，但评论共识是“当电影中的角色和思想退居到特效之后，《黑客帝国》三部曲的结论令人感到失望。”

## 續集
2019年8月，華納兄弟公佈了部分有關《駭客任務4》的消息。該片將由拉娜·華卓斯基執導，並與亞歷山大赫蒙和大衛·米切爾共同撰寫劇本，兩者曾與華卓斯基在《超感8人組》合作過。葛蘭特·希爾將與華卓斯基用擔任製片人。該片將與以往的《駭客任務》電影一樣，由威秀電影製作、華納兄弟發行。李維和摩絲確認回歸飾演各自的角色。维文因日程冲突，不会回归新作。
該片於2020年2月在舊金山開始進行。2020年6月，受冠狀病毒病疫情影響，電影延期至2022年4月1日上映，原檔期改為《哥吉拉大戰金剛》。2020年10月，電影提前至2021年12月22日在美國上映。2021年8月，公佈正式片名為《駭客任務：復活》（The Matrix Resurrections）。

## 外部連結
- 互联网电影数据库（IMDb）上《The Matrix Revolutions》的资料（英文）
- Box Office Mojo上《The Matrix Revolutions》的資料（英文）
- 爛番茄上《黑客帝国3：矩阵革命》的資料（英文）